# DB 90
Als DB 90 bezeichnete die Deutsche Bundesbahn in den 1980er Jahren eine Strategie zur Verbesserung der Wettbewerbsfähigkeit und zur Erhöhung der Kosteneffizienz der Staatsbahn. Gleichzeitig wurden Entscheidungsprozesse verschlankt und die Zahl der Instanzen von fünf auf drei reduziert.
Nach dem Planungsstand von 1985 sollten zwischen 1984 und 1990 insgesamt 40 Milliarden D-Mark (rund 20 Milliarden Euro) investiert werden. Zwischen 1982 und 1990 sollte die Produktivität real um 40 Prozent gesteigert sowie die Gesamt- und Personalkosten um 25 bzw. 30 Prozent gesenkt werden. Zur Strategie DB 90 gehörte unter anderem die Entwicklung und Einführung von Kurs 90.
Die Strategie DB '90 war gemeinsam mit der damaligen Bundesregierung verabschiedet worden.